# پرسنیه
پرسنیه (به مجاری:  Peresznye) یک شهرداری در مجارستان است که در ناحیهٔ کوسگ واقع شده‌است. پرسنیه ۱۰٫۷۳ کیلومتر مربع مساحت و ۶۹۹ نفر جمعیت دارد.